# Trichopteryx ignorata
Trichopteryx ignorata är en fjärilsart som beskrevs av Inoue 1958. Trichopteryx ignorata ingår i släktet Trichopteryx och familjen mätare. Inga underarter finns listade i Catalogue of Life.